# Golden Globe for bedste skuespillerinde - drama
Golden Globe for bedste skuespillerinde - drama er en Golden Globe Award, der første gang blev uddelt i 1951 af Hollywood Foreign Press Association som en adskilt kategori. Tidligere var der kun en enkelt pris for "Bedste Skuespillerinde" men opdelingen med "Bedste skuespillerinde – komedie/musical" gjorde det lettere.

## Vindere og nominerede

### 1940'erne
| År   | Skuespillerinde     | Karakter               | Film                 |
| ---- | ------------------- | ---------------------- | -------------------- |
| 1943 | Jennifer Jones      | Bernadette Soubirous   | Sangen om Bernadette |
| 1944 | Ingrid Bergman      | Paula Alquist Anton    | Gaslys               |
| 1945 | Ingrid Bergman      | Sister Mary Benedict   | Sct. Mary's klokker  |
| 1946 | Rosalind Russell    | Sister Elizabeth Kenny | Sister Kenny         |
| 1947 | Rosalind Russell    | Lavinia Mannon         | Sorg klæder Elektra  |
| 1948 | Jane Wyman          | Belinda MacDonald      | Johnny Belinda       |
| 1949 | Olivia de Havilland | Catherine Sloper       | Arvingen             |
| 1949 | Deborah Kerr        | Evelyn Boult           | Edward, My Son       |

### 1950'erne
| År   | Skuespillerinde     | Karakter                          | Film                     |
| ---- | ------------------- | --------------------------------- | ------------------------ |
| 1950 | Gloria Swanson      | Norma Desmond                     | Sunset Boulevard         |
| 1950 | Bette Davis         | Margo Channing                    | Alt om Eva               |
| 1950 | Judy Holliday       | Billie Dawn                       | Født i går               |
| 1951 | Jane Wyman          | LouLou Mason                      | Det blå slør             |
| 1951 | Vivien Leigh        | Blanche DuBois                    | Omstigning til Paradis   |
| 1951 | Shelley Winters     | Alice Tripp                       | En plads i solen         |
| 1952 | Shirley Booth       | Lola Delaney                      | Kom tilbage, lille Sheba |
| 1952 | Joan Crawford       | Myra Hudson                       | Afsløret                 |
| 1952 | Olivia de Havilland | Rachel Sangalletti Ashley         | Rachel                   |
| 1953 | Audrey Hepburn      | Princess Ann ("Anya Smith")       | Prinsessen holder fridag |
| 1954 | Grace Kelly         | Georgie Elgin                     | The Country Girl         |
| 1955 | Anna Magnani        | Serafina Delle Rose               | Den tatoverede rose      |
| 1956 | Ingrid Bergman      | Anna Koreff ("Anastasia")         | Anastasia                |
| 1956 | Carroll Baker       | Baby Doll Meighan                 | Baby Doll                |
| 1956 | Helen Hayes         | Dowager Empress Marie Feodorovona | Anastasia                |
| 1956 | Audrey Hepburn      | Natasha Rostova                   | Krig og fred             |
| 1956 | Katharine Hepburn   | Lizzie Curry                      | Regnmageren              |
| 1957 | Joanne Woodward     | Eve White / Eve Black / Jane      | Evas tre ansigter        |
| 1957 | Marlene Dietrich    | Christine Vole / Helm             | Anklagerens vidne        |
| 1957 | Deborah Kerr        | Sister Angela                     | Nonnen og marineren      |
| 1957 | Anna Magnani        | Gioia                             | Vild er vinden           |
| 1957 | Eva Marie Saint     | Celia Pope                        | Narkomanen               |
| 1958 | Susan Hayward       | Barbara Graham                    | Jeg vil leve!            |
| 1958 | Ingrid Bergman      | Gladys Aylward                    | Sjette lykkes kro        |
| 1958 | Deborah Kerr        | Sibyl Railton-Bell                | Fra bord til bord        |
| 1958 | Shirley MacLaine    | Ginny Moorehead                   | De kom løbende           |
| 1958 | Jean Simmons        | Charlotte Bronn                   | Hjem før natten          |
| 1959 | Elizabeth Taylor    | Catherine Holly                   | Pludselig sidste sommer  |
| 1959 | Audrey Hepburn      | Sister Luke                       | Nonnen                   |
| 1959 | Katharine Hepburn   | Violet Venable                    | Pludselig sidste sommer  |
| 1959 | Lee Remick          | Laura Manion                      | Et mords analyse         |
| 1959 | Simone Signoret     | Alice Aisgill                     | En plads på toppen       |

### 1960'erne
| År   | Skuespillerinde   | Karakter                | Film                                 |
| ---- | ----------------- | ----------------------- | ------------------------------------ |
| 1960 | Greer Garson      | Eleanor Roosevelt       | Sunrise at Campobello                |
| 1960 | Doris Day         | Kit Preston             | Sorte kniplinger                     |
| 1960 | Nancy Kwan        | Suzie Wong              | Suzie Wong, pigen fra Hong Kong      |
| 1960 | Jean Simmons      | Sharon Falconer         | Elmer Gantry                         |
| 1960 | Elizabeth Taylor  | Gloria Wandrous         | Ikke for penge                       |
| 1961 | Geraldine Page    | Alma Winemiller         | Flyvende sommer                      |
| 1961 | Leslie Caron      | Fanny                   | Fanny                                |
| 1961 | Shirley MacLaine  | Martha Dobie            | Sladder                              |
| 1961 | Claudia McNeil    | Lena Younger            | Sort solskin                         |
| 1961 | Natalie Wood      | Deanie Loomis           | Feber i blodet                       |
| 1962 | Geraldine Page    | Alexandra Del Lago      | Ungdoms søde fugl                    |
| 1962 | Anne Bancroft     | Anne Sullivan           | Helen Kellers triumf                 |
| 1962 | Bette Davis       | Jane Hudson             | Hvad blev der egentlig af Baby Jane? |
| 1962 | Katharine Hepburn | Mary Tyrone             | Long Day's Journey into Night        |
| 1962 | Glynis Johns      | Teresa Harnish          | Chapman-rapporten                    |
| 1962 | Melina Mercouri   | Phaedra                 | Phaedra                              |
| 1962 | Lee Remick        | Kirsten Arnesen Clay    | Hektiske dage                        |
| 1962 | Susan Strasberg   | Rosanna                 | Vinderen taber altid                 |
| 1962 | Shelley Winters   | Charlotte Haze-Humbert  | Lolita                               |
| 1962 | Susannah York     | Cecily Koertner         | Hemmelige lidenskaber                |
| 1963 | Leslie Caron      | Jane Fosset             | Vinkelværelset                       |
| 1963 | Polly Bergen      | Lorna Medford           | The Caretakers                       |
| 1963 | Geraldine Page    | Carrie Berniers         | Skjult begær                         |
| 1963 | Rachel Roberts    | Margaret Hammond        | Livets pris                          |
| 1963 | Romy Schneider    | Annemarie von Hartman   | Kardinalen                           |
| 1963 | Alida Valli       | La Italiana             | El hombre de papel                   |
| 1963 | Marina Vlady      | Regina                  | Ægtesengen                           |
| 1963 | Natalie Wood      | Angie Rossini           | En nat med en fremmed                |
| 1964 | Anne Bancroft     | Jo Armitage             | Bitter frugt                         |
| 1964 | Ava Gardner       | Maxine Faulk            | Fanget i natten                      |
| 1964 | Rita Hayworth     | Lili Alfredo            | Det store wildwestshow               |
| 1964 | Geraldine Page    | Evie Jackson            | Dear Heart                           |
| 1964 | Jean Seberg       | Lilith Arthur           | Lilith                               |
| 1965 | Samantha Eggar    | Miranda Grey            | Offer for en samler                  |
| 1965 | Julie Christie    | Diana Scott             | Darling                              |
| 1965 | Elizabeth Hartman | Selina D'Arcey          | Et strejf af solskin                 |
| 1965 | Simone Signoret   | La Condesa              | Narreskibet                          |
| 1965 | Maggie Smith      | Desdemona               | Othello                              |
| 1966 | Anouk Aimée       | Anne Gauthier           | Manden og kvinden                    |
| 1966 | Ida Kaminska      | Rozalie Lautmann        | Butikken på hovedgaden               |
| 1966 | Virginia McKenna  | Joy Adamson             | Født til frihed                      |
| 1966 | Elizabeth Taylor  | Martha                  | Hvem er bange for Virginia Woolf?    |
| 1966 | Natalie Wood      | Alva Starr              | Hvermands pige                       |
| 1967 | Edith Evans       | Maggie Ross             | Hviskende stemmer                    |
| 1967 | Faye Dunaway      | Bonnie Parker           | Bonnie og Clyde                      |
| 1967 | Audrey Hepburn    | Susy Hendrix            | Fanget af mørket                     |
| 1967 | Katharine Hepburn | Christina Drayton       | Gæt hvem der kommer til middag       |
| 1967 | Anne Heywood      | Ellen March             | Ræven                                |
| 1968 | Joanne Woodward   | Rachel Cameron          | Rachel, Rachel - en jomfru på 35     |
| 1968 | Mia Farrow        | Rosemary Woodhouse      | Rosemary's Baby                      |
| 1968 | Katharine Hepburn | Eleanor of Aquitaine    | Løve ved vintertide                  |
| 1968 | Vanessa Redgrave  | Isadora Duncan          | Isadora                              |
| 1968 | Beryl Reid        | June "George" Buckridge | Intime veninder                      |
| 1969 | Geneviève Bujold  | Anne Boleyn             | Anne, dronning i tusind dage         |
| 1969 | Jane Fonda        | Gloria Beatty           | Jamen, man skyder da heste?          |
| 1969 | Liza Minnelli     | Pookie Adams            | Pigen Pookie                         |
| 1969 | Jean Simmons      | Mary Wilson             | Happy Ending                         |
| 1969 | Maggie Smith      | Jean Brodie             | Miss Brodies bedste år               |

### 1970'erne
| År   | Skuespillerinde  | Karakter                | Film                                              |
| ---- | ---------------- | ----------------------- | ------------------------------------------------- |
| 1970 | Ali MacGraw      | Jennifer Cavalleri      | Love Story                                        |
| 1970 | Faye Dunaway     | Lou Andreas Sand        | Puzzle of a Downfall Child                        |
| 1970 | Glenda Jackson   | Gudrun Brangwen         | Når kvinder elsker                                |
| 1970 | Melina Mercouri  | Nina Kacew              | Løfte ved daggry                                  |
| 1970 | Sarah Miles      | Rosy Ryan               | Ryans datter                                      |
| 1971 | Jane Fonda       | Bree Daniels            | Klute                                             |
| 1971 | Dyan Cannon      | Julie Messinger         | Ægteskab på tremandshånd                          |
| 1971 | Glenda Jackson   | Elizabeth 1. af England | Marie Stuart, dronning af Skotland                |
| 1971 | Vanessa Redgrave | Mary, Queen of Scots    | Marie Stuart, dronning af Skotland                |
| 1971 | Jessica Walter   | Evelyn Draper           | Mørkets melodi                                    |
| 1972 | Liv Ullmann      | Kristina Nilsson        | Udvandrerne                                       |
| 1972 | Diana Ross       | Billie Holiday          | Lady Sings the Blues                              |
| 1972 | Cicely Tyson     | Rebecca Morgan          | Drømmen om et nyt liv                             |
| 1972 | Trish Van Devere | Aimee Brower            | En er en for lidt                                 |
| 1972 | Tuesday Weld     | Maria Wyeth             | Play It as It Lays                                |
| 1972 | Joanne Woodward  | Beatrice Hunsdorfer     | Skyggeblomster                                    |
| 1973 | Marsha Mason     | Maggie Paul             | Orlov til midnat                                  |
| 1973 | Ellen Burstyn    | Chris MacNeil           | Eksorcisten                                       |
| 1973 | Barbra Streisand | Kate Morosky            | Vore bedste år                                    |
| 1973 | Elizabeth Taylor | Barbara Sawyer          | Ash Wednesday                                     |
| 1973 | Joanne Woodward  | Rita Walden             | Husker du                                         |
| 1974 | Gena Rowlands    | Mabel Longhetti         | En kvinde under indflydelse                       |
| 1974 | Ellen Burstyn    | Alice Hyatt             | Alice bor her ikke mere                           |
| 1974 | Faye Dunaway     | Evelyn Cross Mulwray    | Chinatown                                         |
| 1974 | Valerie Perrine  | Honey Bruce             | Lenny                                             |
| 1974 | Liv Ullmann      | Marianne                | Scener fra et ægteskab                            |
| 1975 | Louise Fletcher  | Nurse Ratched           | Gøgereden                                         |
| 1975 | Karen Black      | Faye Greener            | Katastrofenatten                                  |
| 1975 | Faye Dunaway     | Kathy Hale              | Tre døgn for Condor                               |
| 1975 | Marilyn Hassett  | Jill Kinmont Boothe     | Den anden side af bjerget                         |
| 1975 | Glenda Jackson   | Hedda Gabler            | Hedda Gabler                                      |
| 1976 | Faye Dunaway     | Diana Christensen       | Nettet                                            |
| 1976 | Glenda Jackson   | Sarah Bernhardt         | The Incredible Sarah                              |
| 1976 | Sarah Miles      | Anne Osbourne           | The Sailor - Sømanden der pådrog sig havets vrede |
| 1976 | Talia Shire      | Adrian Pennino          | Rocky                                             |
| 1976 | Liv Ullmann      | Dr. Jenny Isaksson      | Ansigt til ansigt                                 |
| 1977 | Jane Fonda       | Lillian Hellman         | Julia                                             |
| 1977 | Anne Bancroft    | Emma Jacklin            | Skillevejen                                       |
| 1977 | Diane Keaton     | Theresa Dunn            | Hvor er Mr. Goodbar?                              |
| 1977 | Kathleen Quinlan | Deborah Blake           | Ingen dans på roser                               |
| 1977 | Gena Rowlands    | Myrtle Gordon           | Opening Night                                     |
| 1978 | Jane Fonda       | Sally Hyde              | Coming Home - På vej hjem                         |
| 1978 | Ingrid Bergman   | Charlotte Andergast     | Høstsonaten                                       |
| 1978 | Jill Clayburgh   | Erica Benton            | En fri kvinde                                     |
| 1978 | Glenda Jackson   | Stevie Smith            | Stevie                                            |
| 1978 | Geraldine Page   | Eve                     | Rene linier                                       |
| 1979 | Sally Field      | Norma Rae Webster       | Norma Rae                                         |
| 1979 | Jill Clayburgh   | Caterina Silveri        | Luna                                              |
| 1979 | Lisa Eichhorn    | Jean Moreton            | Yankees - vi ses igen!                            |
| 1979 | Jane Fonda       | Kimberly Wells          | Kinasyndromet                                     |
| 1979 | Marsha Mason     | Dr. Alexandra Kendall   | Stol på mig                                       |

### 1980'erne
| År   | Skuespillerinde   | Karakter                      | Film                                |
| ---- | ----------------- | ----------------------------- | ----------------------------------- |
| 1980 | Mary Tyler Moore  | Beth Jarrett                  | En ganske almindelig familie        |
| 1980 | Ellen Burstyn     | Edna Mae McCauley             | Resurrection                        |
| 1980 | Nastassja Kinski  | Tess Durbeyfield              | Tess                                |
| 1980 | Deborah Raffin    | Lena Canada                   | Touched by Love                     |
| 1980 | Gena Rowlands     | Gloria Swenson                | Gloria                              |
| 1981 | Meryl Streep      | Sarah Woodruff / Anna         | Den franske løjtnants kvinde        |
| 1981 | Sally Field       | Megan Carter                  | I god tro                           |
| 1981 | Katharine Hepburn | Ethel Thayer                  | Deres sensommer                     |
| 1981 | Diane Keaton      | Louise Bryant                 | Reds                                |
| 1981 | Sissy Spacek      | Nita Longley                  | Raggedy Man                         |
| 1982 | Meryl Streep      | Sophie Zawistowski            | Sophies valg                        |
| 1982 | Diane Keaton      | Faith Dunlap                  | Ansigt til ansigt                   |
| 1982 | Jessica Lange     | Frances Farmer                | Frances                             |
| 1982 | Sissy Spacek      | Beth Horman                   | Savnet                              |
| 1982 | Debra Winger      | Paula Pokrifki                | Officer og gentleman                |
| 1983 | Shirley MacLaine  | Aurora Greenway               | Tid til kærtegn                     |
| 1983 | Jane Alexander    | Carol Amen                    | Testament                           |
| 1983 | Bonnie Bedelia    | Shirley Roque                 | Først over stregen                  |
| 1983 | Meryl Streep      | Karen Silkwood                | Silkwood                            |
| 1983 | Debra Winger      | Emma Greenway-Horton          | Tid til kærtegn                     |
| 1984 | Sally Field       | Edna Spalding                 | En plads i mit hjerte               |
| 1984 | Diane Keaton      | Kate Soffel                   | Mrs. Soffel                         |
| 1984 | Jessica Lange     | Jewell Ivy                    | Country                             |
| 1984 | Vanessa Redgrave  | Olive Chancellor              | Kvinderne fra Boston                |
| 1984 | Sissy Spacek      | Mae Garvey                    | Stormfloden                         |
| 1985 | Whoopi Goldberg   | Celie Johnson                 | Farven lilla                        |
| 1985 | Anne Bancroft     | Miriam Ruth                   | Agnes of God - Vorherres egen Agnes |
| 1985 | Cher              | Florence "Rusty" Dennis       | Mask                                |
| 1985 | Geraldine Page    | Carrie Watts                  | The Trip to Bountiful               |
| 1985 | Meryl Streep      | Karen Blixen                  | Mit Afrika                          |
| 1986 | Marlee Matlin     | Sarah Norman                  | Kærlighed uden ord                  |
| 1986 | Julie Andrews     | Stephanie Anderson            | Duet for en                         |
| 1986 | Anne Bancroft     | Thelma Cates                  | 'night, Mother                      |
| 1986 | Farrah Fawcett    | Marjorie                      | Voldtægt?                           |
| 1986 | Sigourney Weaver  | Ellen Ripley                  | Aliens                              |
| 1987 | Sally Kirkland    | Anna                          | Anna                                |
| 1987 | Rachel Chagall    | Gabriela "Gaby" Brimmer       | Gaby: A True Story                  |
| 1987 | Glenn Close       | Alex Forrest                  | Farligt begær                       |
| 1987 | Faye Dunaway      | Wanda Wilcox                  | Barfly                              |
| 1987 | Barbra Streisand  | Claudia Draper                | Nuts                                |
| 1988 | Jodie Foster      | Sarah Tobias                  | Anklaget                            |
| 1988 | Shirley MacLaine  | Madame Sousatzka              | Madame Sousatzka                    |
| 1988 | Sigourney Weaver  | Dian Fossey                   | Gorillaer i disen                   |
| 1988 | Christine Lahti   | Annie Pope / Cynthia Manfield | Running on Empty                    |
| 1988 | Meryl Streep      | Lindy Chamberlain-Creighton   | Et skrig i mørket                   |
| 1989 | Michelle Pfeiffer | Susie Diamond                 | De fabelagtige Baker Boys           |
| 1989 | Sally Field       | M'Lynn Eatenton               | Det stærke køn                      |
| 1989 | Jessica Lange     | Ann Talbot                    | Kærlighedens grænser                |
| 1989 | Andie MacDowell   | Ann Bishop Mullany            | Sex, løgn og video                  |
| 1989 | Liv Ullmann       | Gabriele                      | The Rose Garden                     |

### 1990'erne
| År   | Skuespillerinde      | Karakter                  | Film                               |
| ---- | -------------------- | ------------------------- | ---------------------------------- |
| 1990 | Kathy Bates          | Annie Wilkes              | Misery                             |
| 1990 | Anjelica Huston      | Lilly Dillon              | Ærlige svindlere                   |
| 1990 | Michelle Pfeiffer    | Katya Orlova              | Det russiske hus                   |
| 1990 | Susan Sarandon       | Nora Baker                | Grænseløst begær                   |
| 1990 | Joanne Woodward      | India Bridge              | Mr. and Mrs. Bridge                |
| 1991 | Jodie Foster         | Clarice Starling          | Ondskabens øjne                    |
| 1991 | Annette Bening       | Virginia Hill             | Bugsy                              |
| 1991 | Geena Davis          | Thelma Dickinson          | Thelma og Louise                   |
| 1991 | Laura Dern           | Rose                      | Den vilde rose                     |
| 1991 | Susan Sarandon       | Louise Sawyer             | Thelma og Louise                   |
| 1992 | Emma Thompson        | Margaret Schlegel         | Howards End                        |
| 1992 | Mary McDonnell       | May-Alice Culhane         | Passion Fish                       |
| 1992 | Michelle Pfeiffer    | Lurene Hallett            | Love Field                         |
| 1992 | Susan Sarandon       | Michaela Odone            | Lorenzo's Oil                      |
| 1992 | Sharon Stone         | Catherine Tramell         | Iskoldt begær                      |
| 1993 | Holly Hunter         | Ada McGrath               | The Piano                          |
| 1993 | Juliette Binoche     | Julie de Courcy           | Blå                                |
| 1993 | Michelle Pfeiffer    | Ellen Olenska             | Uskyldens år                       |
| 1993 | Emma Thompson        | Sally Kenton              | Resten af dagen                    |
| 1993 | Debra Winger         | Martha Horgan             | A Dangerous Woman                  |
| 1994 | Jessica Lange        | Carly Marshall            | Blue Sky                           |
| 1994 | Jodie Foster         | Nell Kellty               | Nell                               |
| 1994 | Jennifer Jason Leigh | Dorothy Parker            | Mrs. Parker and the Vicious Circle |
| 1994 | Miranda Richardson   | Vivienne Haigh-Wood Eliot | Tom & Viv                          |
| 1994 | Meryl Streep         | Gail Hartman              | The River Wild                     |
| 1995 | Sharon Stone         | Ginger McKenna            | Casino                             |
| 1995 | Susan Sarandon       | Sister Helen Prejean      | Dead Man Walking                   |
| 1995 | Elisabeth Shue       | Sera                      | Leaving Las Vegas                  |
| 1995 | Meryl Streep         | Francesca Johnson         | The Bridges of Madison County      |
| 1995 | Emma Thompson        | Elinor Dashwood           | Fornuft og følelse                 |
| 1996 | Brenda Blethyn       | Cynthia Rose Purley       | Hemmeligheder og løgne             |
| 1996 | Courtney Love        | Althea Leasure            | Folket mod Larry Flynt             |
| 1996 | Kristin Scott Thomas | Katharine Clifton         | Den engelske patient               |
| 1996 | Meryl Streep         | Lee Wakefield Lacker      | Marvin's Room                      |
| 1996 | Emily Watson         | Bess McNeill              | Breaking the Waves                 |
| 1997 | Judi Dench           | Queen Victoria            | Hendes Majestæt Mrs. Brown         |
| 1997 | Helena Bonham Carter | Kate Croy                 | The Wings of the Dove              |
| 1997 | Jodie Foster         | Eleanor Arroway           | Contact                            |
| 1997 | Jessica Lange        | Ginny Cook Smith          | A Thousand Acres                   |
| 1997 | Kate Winslet         | Rose DeWitt Bukater       | Titanic                            |
| 1998 | Cate Blanchett       | Queen Elizabeth I         | Elizabeth                          |
| 1998 | Fernanda Montenegro  | Isadora "Dora" Teixeira   | Central Station                    |
| 1998 | Susan Sarandon       | Jackie Harrison           | Stepmom                            |
| 1998 | Meryl Streep         | Kate Gulden               | Den eneste sandhed                 |
| 1998 | Emily Watson         | Jacqueline du Pré         | Hilary og Jackie                   |
| 1999 | Hilary Swank         | Brandon Teena             | Boys Don't Cry                     |
| 1999 | Annette Bening       | Carolyn Burnham           | American Beauty                    |
| 1999 | Julianne Moore       | Sarah Myles               | Enden på legen                     |
| 1999 | Meryl Streep         | Roberta Guaspari          | Music of the Heart                 |
| 1999 | Sigourney Weaver     | Alice Goodwin             | A Map of the World                 |

### 2000'erne
| År   | Skuespillerinde      | Karakter                      | Film                                    |
| ---- | -------------------- | ----------------------------- | --------------------------------------- |
| 2000 | Julia Roberts        | Erin Brockovich               | Erin Brockovich                         |
| 2000 | Joan Allen           | Laine Hanson                  | The Contender                           |
| 2000 | Björk                | Selma Ježková                 | Dancer in the Dark                      |
| 2000 | Ellen Burstyn        | Sara Goldfarb                 | Requiem for a Dream                     |
| 2000 | Laura Linney         | Samantha "Sammy" Prescott     | You Can Count On Me                     |
| 2001 | Sissy Spacek         | Ruth Fowler                   | In the Bedroom                          |
| 2001 | Halle Berry          | Leticia Musgrove              | Monster's Ball                          |
| 2001 | Judi Dench           | Iris Murdoch                  | Iris                                    |
| 2001 | Nicole Kidman        | Grace Stewart                 | The Others                              |
| 2001 | Tilda Swinton        | Margaret Hall                 | The Deep End                            |
| 2002 | Nicole Kidman        | Virginia Woolf                | The Hours                               |
| 2002 | Salma Hayek          | Frida Kahlo                   | Frida                                   |
| 2002 | Diane Lane           | Connie Summer                 | Unfaithful                              |
| 2002 | Julianne Moore       | Cathy Whitaker                | Far from Heaven                         |
| 2002 | Meryl Streep         | Clarissa Vaughan              | The Hours                               |
| 2003 | Charlize Theron      | Aileen Wuornos                | Monster                                 |
| 2003 | Cate Blanchett       | Veronica Guerin               | Veronica Guerin - I sandhedens tjeneste |
| 2003 | Scarlett Johansson   | Griet Huller                  | Pige med perleørering                   |
| 2003 | Nicole Kidman        | Ada Monroe                    | Tilbage til Cold Mountain               |
| 2003 | Uma Thurman          | Beatrix Kiddo                 | Kill Bill: Volume 1                     |
| 2003 | Evan Rachel Wood     | Tracy Freeland                | Thirteen                                |
| 2004 | Hilary Swank         | Maggie Fitzgerald             | Million Dollar Baby                     |
| 2004 | Scarlett Johansson   | Pursy Will                    | A Love Song for Bobby Long              |
| 2004 | Nicole Kidman        | Anna Wicker                   | Birth                                   |
| 2004 | Imelda Staunton      | Vera Drake                    | Vera Drakes hemmelighed                 |
| 2004 | Uma Thurman          | Beatrix Kiddo                 | Kill Bill: Volume 2                     |
| 2005 | Felicity Huffman     | Bree Osbourne                 | Transamerica                            |
| 2005 | Maria Bello          | Edie Stall                    | A History of Violence                   |
| 2005 | Gwyneth Paltrow      | Catherine Posey               | Proof                                   |
| 2005 | Charlize Theron      | Josey Aimes                   | North Country                           |
| 2005 | Ziyi Zhang           | Chiyo Sakamoto / Sayuri Nitta | Mit liv som geisha                      |
| 2006 | Helen Mirren         | Queen Elizabeth II            | The Queen                               |
| 2006 | Penélope Cruz        | Raimunda                      | Volver                                  |
| 2006 | Judi Dench           | Barbara Covett                | Notes on a Scandal                      |
| 2006 | Maggie Gyllenhaal    | Sherry Swanson                | Sherrybaby                              |
| 2006 | Kate Winslet         | Sarah Pierce                  | Little Children                         |
| 2007 | Julie Christie       | Fiona Anderson                | Away from Her                           |
| 2007 | Cate Blanchett       | Queen Elizabeth I             | Elizabeth: The Golden Age               |
| 2007 | Jodie Foster         | Erica Bain                    | The Brave One                           |
| 2007 | Angelina Jolie       | Mariane Pearl                 | A Mighty Heart                          |
| 2007 | Keira Knightley      | Cecilia Tallis                | Soning                                  |
| 2008 | Kate Winslet         | April Wheeler                 | Revolutionary Road                      |
| 2008 | Anne Hathaway        | Kym Bachman                   | Rachel Getting Married                  |
| 2008 | Angelina Jolie       | Christine Collins             | Changeling                              |
| 2008 | Kristin Scott Thomas | Juliette Fontaine             | Jeg har elsket dig så længe             |
| 2008 | Meryl Streep         | Sister Aloysius Beauvier      | Doubt                                   |
| 2009 | Sandra Bullock       | Leigh Anne Tuohy              | The Blind Side                          |
| 2009 | Emily Blunt          | Queen Victoria                | The Young Victoria                      |
| 2009 | Helen Mirren         | Sofya Tolstoy                 | The Last Station                        |
| 2009 | Carey Mulligan       | Jenny Mellor                  | An Education                            |
| 2009 | Gabourey Sidibe      | Claireece "Precious" Jones    | Precious                                |

### 2010'erne
| År   | Skuespillerinde    | Karakter                   | Film                                      |
| ---- | ------------------ | -------------------------- | ----------------------------------------- |
| 2010 | Natalie Portman    | Nina Sayers                | Black Swan                                |
| 2010 | Halle Berry        | Frankie / Genius / Alice   | Frankie & Alice                           |
| 2010 | Nicole Kidman      | Becca Corbett              | Rabbit Hole                               |
| 2010 | Jennifer Lawrence  | Ree Dolly                  | Winter's Bone                             |
| 2010 | Michelle Williams  | Cindy Hiller               | Blue Valentine                            |
| 2011 | Meryl Streep       | Margaret Thatcher          | Jernladyen                                |
| 2011 | Glenn Close        | Albert Nobbs               | Albert Nobbs                              |
| 2011 | Viola Davis        | Aibileen Clark             | Niceville                                 |
| 2011 | Rooney Mara        | Lisbeth Salander           | The Girl with the Dragon Tattoo           |
| 2011 | Tilda Swinton      | Eva Khatchadourian         | Hvad med Kevin?                           |
| 2012 | Jessica Chastain   | Maya Harris                | Zero Dark Thirty                          |
| 2012 | Marion Cotillard   | Stéphanie                  | Smagen af rust og ben                     |
| 2012 | Helen Mirren       | Alma Reville               | Hitchcock                                 |
| 2012 | Naomi Watts        | Maria Bennett              | The Impossible                            |
| 2012 | Rachel Weisz       | Hester Collyer             | The Deep Blue Sea                         |
| 2013 | Cate Blanchett     | Jeanette "Jasmine" Francis | Blue Jasmine                              |
| 2013 | Sandra Bullock     | Dr. Ryan Stone             | Gravity                                   |
| 2013 | Judi Dench         | Philomena Lee              | Philomena                                 |
| 2013 | Emma Thompson      | P.L. Travers               | Saving Mr. Banks                          |
| 2013 | Kate Winslet       | Adele Wheeler              | Labor Day                                 |
| 2014 | Julianne Moore     | Dr. Alice Howland          | Jeg er stadig Alice                       |
| 2014 | Jennifer Aniston   | Claire Bennett             | Cake                                      |
| 2014 | Felicity Jones     | Jane Hawking               | Teorien om alting                         |
| 2014 | Rosamund Pike      | Amy Elliott-Dunne          | Kvinden der forsvandt                     |
| 2014 | Reese Witherspoon  | Cheryl Strayed             | Wild                                      |
| 2015 | Brie Larson        | Joy "Ma" Newsome           | Room                                      |
| 2015 | Cate Blanchett     | Carol Aird                 | Carol                                     |
| 2015 | Rooney Mara        | Therese Belivet            | Carol                                     |
| 2015 | Saoirse Ronan      | Eilis Lacey                | Brooklyn                                  |
| 2015 | Alicia Vikander    | Gerda Wegener              | The Danish Girl                           |
| 2016 | Isabelle Huppert   | Michèle Leblanc            | Elle                                      |
| 2016 | Amy Adams          | Dr. Louise Banks           | Arrival                                   |
| 2016 | Jessica Chastain   | Elizabeth Sloane           | Miss Sloane                               |
| 2016 | Ruth Negga         | Mildred Loving             | Loving                                    |
| 2016 | Natalie Portman    | Jackie Kennedy             | Jackie                                    |
| 2017 | Frances McDormand  | Mildred Hayes              | Three Billboards Outside Ebbing, Missouri |
| 2017 | Jessica Chastain   | Molly Bloom                | Molly's Game                              |
| 2017 | Sally Hawkins      | Elisa Esposito             | The Shape of Water                        |
| 2017 | Meryl Streep       | Katharine Graham           | The Post                                  |
| 2017 | Michelle Williams  | Gail Harris                | All the Money in the World                |
| 2018 | Glenn Close        | Joan Castleman             | The Wife                                  |
| 2018 | Lady Gaga          | Ally Maine                 | A Star Is Born                            |
| 2018 | Nicole Kidman      | Erin Bell                  | Destroyer                                 |
| 2018 | Melissa McCarthy   | Lee Israel                 | Can You Ever Forgive Me?                  |
| 2018 | Rosamund Pike      | Marie Colvin               | A Private War                             |
| 2019 | Renée Zellweger    | Judy Garland               | Judy                                      |
| 2019 | Cynthia Erivo      | Harriet Tubman             | Harriet                                   |
| 2019 | Scarlett Johansson | Nicole Barber              | Marriage Story                            |
| 2019 | Saoirse Ronan      | Josephine "Jo" March       | Little Women                              |
| 2019 | Charlize Theron    | Megyn Kelly                | Bombshell                                 |

### 2020s
| År   | Skuespillerinde   | Karakter                  | Film                                 |
| ---- | ----------------- | ------------------------- | ------------------------------------ |
| 2020 | Andra Day         | Billie Holiday            | The United States vs. Billie Holiday |
| 2020 | Viola Davis       | Ma Rainey                 | Ma Rainey's Black Bottom             |
| 2020 | Vanessa Kirby     | Martha Weiss              | Pieces of a Woman                    |
| 2020 | Frances McDormand | Fern                      | Nomadland                            |
| 2020 | Carey Mulligan    | Cassandra "Cassie" Thomas | Promising Young Woman                |